# Citromtangara
A citromtangara (Tangara icterocephala)  a madarak osztályának verébalakúak (Passeriformes) rendjébe és a tangarafélék (Thraupidae) családjába tartozó  faj.

## Rendszerezése
A fajt Charles Lucien Jules Laurent Bonaparte francia természettudós írta le 1851-ben, a Calliste nembe Calliste icterocephala néven.

## Alfajai
- Tangara icterocephala frantzii (Cabanis, 1861)
- Tangara icterocephala icterocephala (Bonaparte, 1851)
- Tangara icterocephala oresbia Wetmore, 1962[2]

## Előfordulása
Costa Rica, Panama, Kolumbia, Ecuador és Peru területén honos. Természetes élőhelyei a szubtrópusi és trópusi síkvidéki és hegyi esőerdők. Állandó, nem vonuló faj.

## Megjelenése
Testhossza 13 centiméter.
|  |

## Életmódja
Kisebb gyümölcsökkel, virágrügyekkel és rovarokkal táplálkozik.

## Természetvédelmi helyzete
Az elterjedési területe nagyon nagy, egyedszáma viszont csökken, de még nem éri el a kritikus szintet. A Természetvédelmi Világszövetség Vörös listáján nem fenyegetett fajként szerepel.